# Okręg wyborczy Huntingdon
Okręg wyborczy Huntingdon wysyłał do angielskiej, a następnie brytyjskiej, Izby Gmin dwóch deputowanych. W 1868 r. liczbę mandatów przypadających na okręg zmniejszono do jednego. Okręg został zlikwidowany w 1918 r. Odtworzono go ponownie w 1983 r. Okręg obejmuje miasta St Neots, Huntingdon, St Ives i Godmanchester w południowo-zachodnim Cambridgeshire.

## Deputowani do brytyjskiej Izby Gmin z okręgu Huntingdon

### Deputowani w latach 1660–1868
- 1660–1661: John Bernard
- 1660–1661: Nicholas Pedley
- 1661–1679: John Cotton
- 1661–1679: Lionel Walden
- 1679–1685: Sidney Wortley-Montagu
- 1679–1679: Nicholas Pedley
- 1679–1689: Lionel Walden
- 1685–1689: Oliver Montagu
- 1689–1690: John Bigg
- 1689–1695: Sidney Wortley-Montagu
- 1690–1697: Richard Montagu
- 1695–1698: John Pocklington
- 1697–1702: Francis Wortley-Montagu
- 1698–1701: Edward Carteret
- 1701–1705: Charles Boyle, 4. hrabia Orrery
- 1702–1705: Anthony Hammond
- 1705–1713: Edward Wortley Montagu
- 1705–1706: John Cotton
- 1706–1708: John Pedley
- 1708–1713: Francis Page
- 1713–1722: Sidney Wortley-Montagu
- 1713–1722: Edward Montagu, wicehrabia Hinchingbrooke
- 1722–1734: Edward Wortley Montagu
- 1722–1741: Roger Handasyde
- 1734–1768: Edward Montagu
- 1741–1741: Wills Hill
- 1741–1747: Albert Nesbitt
- 1747–1748: Kelland Courtenay
- 1748–1754: John Montagu
- 1754–1774: Robert Jones
- 1768–1774: Henry Seymour
- 1774–1776: William Augustus Montagu
- 1774–1780: George Wombwell
- 1776–1784: Contantine Phipps, 2. baron Mulgrave
- 1780–1784: Hugh Palliser
- 1784–1790: Walter Rawlinson
- 1784–1787: Lancelot Brown
- 1787–1796: John Willett Payne
- 1790–1790: John George Montagu
- 1790–1796: Henry Speed
- 1796–1807: William Henry Fellowes
- 1796–1831: John Calvert
- 1807–1809: William Meeke Farmer
- 1809–1818: Samuel Farmer
- 1818–1820: William Augustus Montagu
- 1820–1824: John Kerr, hrabia Ancram
- 1824–1831: James Stuart
- 1831–1868: Jonathan Peel, Partia Konserwatywna
- 1831–1844: Frederick Pollock, Partia Konserwatywna
- 1844–1868: Thomas Baring

### Deputowani w latach 1868–1918
- 1868–1873: Thomas Baring
- 1873–1876: John Burgess Karslake, Partia Konserwatywna
- 1876–1884: Edward Montagu, wicehrabia Hinchingbrooke, Partia Konserwatywna
- 1884–1885: Robert Peel, Partia Konserwatywna
- 1885–1886: Thomas Coote
- 1886–1900: Arthur Smith-Barry, Partia Konserwatywna
- 1900–1906: George Montagu, Partia Konserwatywna
- 1906–1910: Samuel Whitbread
- 1910–1918: John Cator

### Deputowani po 1983
- 1983–2001: John Major, Partia Konserwatywna
- 2001–2024: Jonathan Djanogly, Partia Konserwatywna
- 2001–: Ben Obese-Jecty(inne języki), Partia Konserwatywna[1]